# بيتر ماي (كاتب)
بيتر ماي (بالإنجليزية: Peter May)‏ (20 ديسمبر 1951، غلاسكو في المملكة المتحدة)؛ منتج أفلام، كاتب مسرحي، صحفي، كاتب سيناريو، كاتب وروائي فرنسي-اسكتلندي-بريطاني.

## روابط خارجية
- بيتر ماي على موقع IMDb (الإنجليزية)
- بيتر ماي على موقع ميوزك برينز (الإنجليزية)
- بيتر ماي على موقع قاعدة بيانات الفيلم (الإنجليزية)